# Zimmerius vilissimus
Zimmerius vilissimus là một loài chim trong họ Tyrannidae.